# نهر تشاندير
نهر تشاندير هو أحد روافد نهر سومبار وبالتالي أحد روافد نهر أترك في تركمانستان.